# Brygada Chamisa
Brygada Chamisa właściwie 32 Wzmocniona Brygada Armii Ludu – jednostka piechoty zmotoryzowanej armii libijskiej, utworzona w roku 2000. 
Nazwa jednostki pochodzi od imienia jej dowódcy Chamisa Kaddafiego, najmłodszego syna Muammara al-Kaddafiego. Uznawana była za najlepiej wyszkoloną i  wyposażoną jednostkę armii libijskiej. Liczyła około 10 tysięcy żołnierzy. Na jej wyposażeniu znajdowały się czołgi produkcji radzieckiej, a także wyrzutnie rakietowe Grad. W przededniu wybuchu wojny domowej, stacjonowała na południe od Trypolisu.
24 lutego 2011 oddziały, wchodzące w skład Brygady skierowano w stronę Misraty, znajdującej się w rękach powstańców. Oddziałom brygady nie udało się opanować Misraty, w czasie walk zdezerterowało 32 żołnierzy Brygady, przyłączając się do powstańców. 10 marca Brygada Chamisa wzięła udział w bitwie o Az-Zawiję, zdobywając miasto, pozostające dotąd w rękach powstańców. W ramach brygady mieli także działać najemnicy z Nigru i Czadu, którzy zostali ujęci w rejonie Shehat.
18 kwietnia 2011 siedziba sztabu Brygady, w okolicach Tripolisu została zbombardowana przez samoloty NATO. 29 sierpnia 2011 ciężko ranny został dowódca jednostki Chamis Kaddafi, a jednostka praktycznie przestała istnieć.